# Прионотес
Прионотес (лат. Prionotes) — род вечнозелёных кустарников семейства Вересковые, эндемик Тасмании.
Ареал рода — запад и юго-запад Тасмании: влажные леса залива Решерш-Бей (англ. Recherche Bay), склоны гор Веллингтон (англ. Wellington) и Лаперуза (англ. La Pérouse), а также окрестности залива Маккуори (англ. Macquarie Harbour).
Растение может использоваться как декоративное, в том числе для выращивания в контейнерах.

## Биологическое описание
Прионотес — стелющийся кустарник с нежными густыми переплетающимися ветвями. Растение может стелиться по земле или взбираться по стволам мёртвых деревьев на высоту до 10 м.
Листья мелкие, зубчатые, шириной около 5 мм и длиной от 5 до 12 мм.
Цветки колокольчатые, пятилепестковые, длиной 20—25 мм, ярко-малиновые, кажутся сделанными из воска. Появляются ранней осенью.

## Классификация
Ранее род выделяли в самостоятельное семейство Прионотесовые (Prionotaceae) или относили к семейству Эпакрисовые (Epacridaceae), но позже, по результатам генетических исследования, проводимых APG, этот род, как и другие эпакрисовые, были включены в семейство Вересковые.
Род относится к трибе Прионотесовые (Prionoteae) подсемейства Стифелиевые (Styphelioideae). Помимо прионотеса в эту трибу входит только род Lebetanthus Endl.
Единственный вид рода Прионотес:
- Prionotes cerinthoides (Labill.) R.Br. (1810) typus — Прионотес восковидный.

[syn.  Epacris cerinthoides Labill. (1805) — Эпакрис восковидный].
Видовой эпитет объясняется тем, что цветки растения кажутся сделанными из воска.
Виды, которые ранее относили к прионотесу:
- Prionotes americana Hook. (1836) — Прионотес американский

= Lebetanthus americanus Endl. ex Hook.f. (1846) — Лебетантус американский
- Prionotes myrsinites Skottsb. (1916) — Прионотес миртолистный, или Прионотес миртовидный

= Lebetanthus myrsinites Macloskie (1905) — Лебетантус миртолистный, или Лебетантус миртовидный
- Prionotes secunda (R.Br.) Spreng. (1824)

= Dracophyllum secundum R.Br. (1810)